# 錫根貝格山
47°29′56″N 8°18′40″E / 47.498851°N 8.311071°E

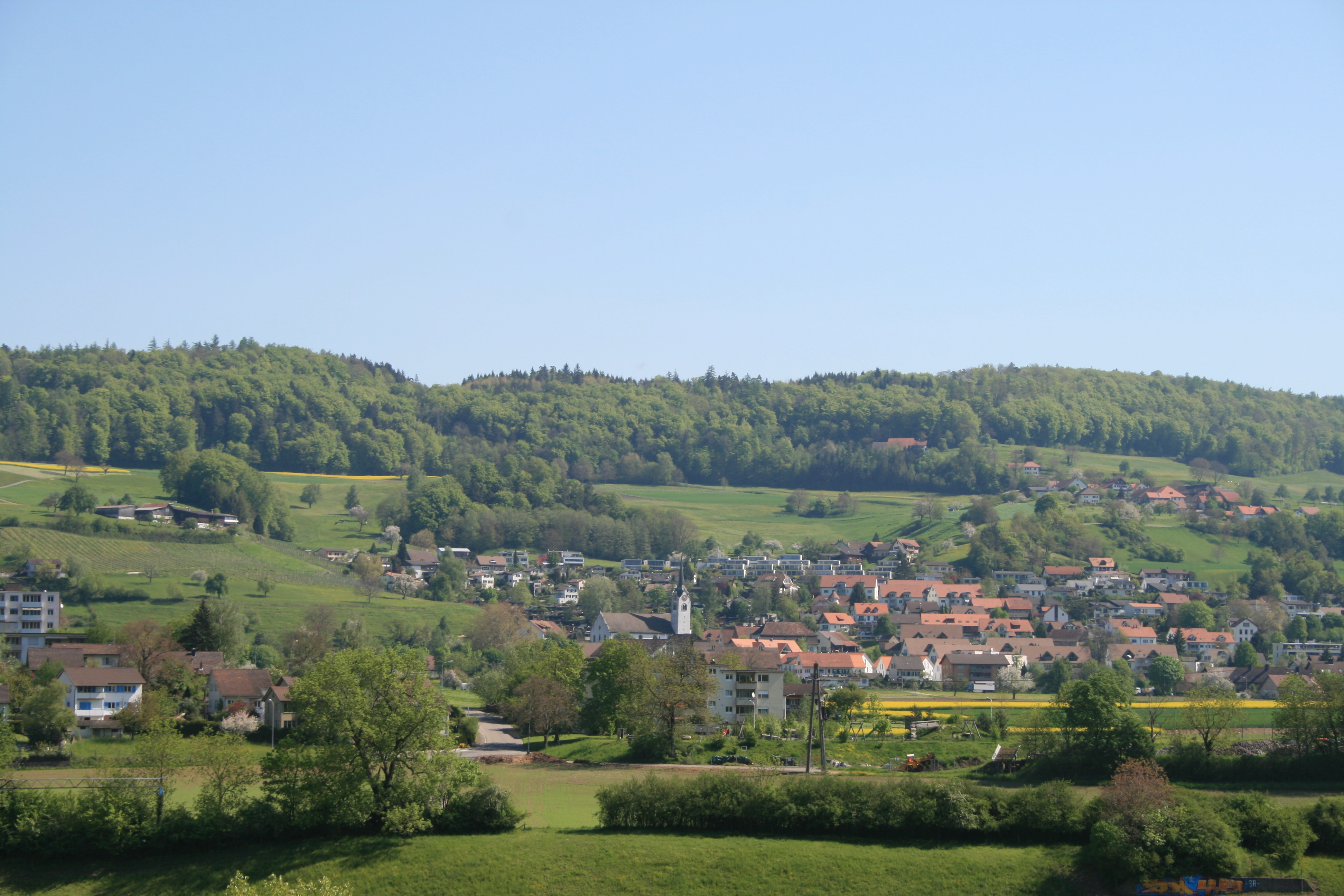

錫根貝格山（德語：Siggenberg），是瑞士的山峰，位於該國北部阿爾高州，屬於汝拉山的一部分，距離萊蓋恩山2.7公里，西面是阿勒河，海拔高度為624米。